# Bonneval (Eure i Loir)
Bonneval és un municipi francès, situat al departament de l'Eure i Loir i a la regió de Centre – Vall del Loira. L'any 2007 tenia 4.298 habitants.

## Demografia

### Població
El 2007 la població de fet de Bonneval era de 4.298 persones. Hi havia 1.840 famílies, de les quals 676 eren unipersonals (283 homes vivint sols i 393 dones vivint soles), 616 parelles sense fills, 442 parelles amb fills i 106 famílies monoparentals amb fills.
La població ha evolucionat segons el següent gràfic:
Habitants censats

### Habitatges
El 2007 hi havia 2.217 habitatges, 1.881 eren l'habitatge principal de la família, 104 eren segones residències i 232 estaven desocupats. 1.684 eren cases i 529 eren apartaments. Dels 1.881 habitatges principals, 1.200 estaven ocupats pels seus propietaris, 646 estaven llogats i ocupats pels llogaters i 36 estaven cedits a títol gratuït; 39 tenien una cambra, 186 en tenien dues, 378 en tenien tres, 546 en tenien quatre i 734 en tenien cinc o més. 1.272 habitatges disposaven pel capbaix d'una plaça de pàrquing. A 900 habitatges hi havia un automòbil i a 640 n'hi havia dos o més.

### Piràmide de població
La piràmide de població per edats i sexe el 2009 era:
| Homes | Edats   | Dones |
| ----- | ------- | ----- |
| 8     | 95 o +  | 8     |
| 8     | 90 a 94 | 36    |
| 24    | 85 a 89 | 100   |
| 68    | 80 a 84 | 80    |
| 80    | 75 a 79 | 140   |
| 152   | 70 a 74 | 188   |
| 116   | 65 a 69 | 180   |
| 84    | 60 a 64 | 100   |
| 108   | 55 a 59 | 116   |
| 144   | 50 a 54 | 148   |
| 140   | 45 a 49 | 140   |
| 124   | 40 a 44 | 136   |
| 148   | 35 a 39 | 132   |
| 160   | 30 a 34 | 148   |
| 132   | 25 a 29 | 132   |
| 96    | 20 a 24 | 80    |
| 88    | 15 a 19 | 88    |
| 104   | 10 a 14 | 80    |
| 112   | 5 a 9   | 108   |
| 76    | 0 a 4   | 148   |

## Economia
El 2007 la població en edat de treballar era de 2.528 persones, 1.755 eren actives i 773 eren inactives. De les 1.755 persones actives 1.561 estaven ocupades (817 homes i 744 dones) i 194 estaven aturades (87 homes i 107 dones). De les 773 persones inactives 417 estaven jubilades, 142 estaven estudiant i 214 estaven classificades com a «altres inactius».

### Ingressos
El 2009 a Bonneval hi havia 2.014 unitats fiscals que integraven 4.340,5 persones, la mediana anual d'ingressos fiscals per persona era de 18.541 €.

### Activitats econòmiques
Dels 237 establiments que hi havia el 2007, 5 eren d'empreses extractives, 7 d'empreses alimentàries, 4 d'empreses de fabricació de material elèctric, 1 d'una empresa de fabricació d'elements pel transport, 16 d'empreses de fabricació d'altres productes industrials, 28 d'empreses de construcció, 67 d'empreses de comerç i reparació d'automòbils, 10 d'empreses de transport, 16 d'empreses d'hostatgeria i restauració, 1 d'una empresa d'informació i comunicació, 18 d'empreses financeres, 7 d'empreses immobiliàries, 20 d'empreses de serveis, 20 d'entitats de l'administració pública i 17 d'empreses classificades com a «altres activitats de serveis».
Dels 64 establiments de servei als particulars que hi havia el 2009, 1 era una oficina d'administració d'Hisenda pública, 1 gendarmeria, 1 oficina de correu, 6 oficines bancàries, 1 funerària, 6 tallers de reparació d'automòbils i de material agrícola, 1 taller d'inspecció tècnica de vehicles, 2 autoescoles, 3 paletes, 6 guixaires pintors, 6 fusteries, 5 lampisteries, 3 electricistes, 6 perruqueries, 1 veterinari, 8 restaurants, 4 agències immobiliàries, 2 tintoreries i 1 saló de bellesa.
Dels 30 establiments comercials que hi havia el 2009, 3 eren supermercats, 4 fleques, 7 carnisseries, 1 una botiga de congelats, 2 llibreries, 3 botigues de roba, 1 una botiga de roba, 1 una botiga d'equipament de la llar, 3 botigues d'electrodomèstics, 1 una botiga de material de revestiment de parets i terra, 1 un drogueria i 3 floristeries.
L'any 2000 a Bonneval hi havia 24 explotacions agrícoles que ocupaven un total de 2.100 hectàrees.

## Equipaments sanitaris i escolars
El 2009 hi havia 1 un hospital de tractaments de llarga durada, 1 psiquiàtric, 2 farmàcies i 1 ambulància.
El 2009 hi havia 1 escola maternal i 2 escoles elementals. Bonneval disposava d'un col·legi d'educació secundària amb 453 alumnes.

## Poblacions més properes
El següent diagrama mostra les poblacions més properes.